# Kondrovo
Kondrovo (in russo Ко́ндрово?) è una cittadina della Russia europea, nell'Oblast' di Kaluga, situata a 40 km da Kaluga sulle rive del fiume Šanja.
Ricordata in un documento del 1615, ha ottenuto lo status di città nel 1938 ed è capoluogo del rajon Dzeržinskij.